# شاخاونايا
شاخاونايا (بالروسية: Шахунья) هي إحدى مدن روسيا في الكيان الفدرالي الروسي نيزني نوفغورود أوبلاست.